# Ковальчик, Бартош
Бартош Ковальчик (пол. Bartosz Kowalczyk; род. 18 декабря 1996, Домброва-Бялостоцка) — польский гандболист, разыгрывающий польского клуба Азоты-Пулавы.

## Карьера

### Клубная карьера
Бартош Ковальчик начинал профессиональную карьеру в клубе из города Гданьск в 2012 году. В сезоне 2014/2015 Ковальчик стал 4 в списке лучших бомбардиров чемпионата Польши по гандболу. В 2015 году Бартош Ковальчик перешёл в польский клуб Азоты-Пулавы. В 2018 году контракт продлили. В сезоне 2018/19 Бартош Ковальчик был отдан в аренду польскому клубу Stal Mielec

### В сборной
Бартош Ковальчик выступает за сборную Польши и сыграл за сборную 7 матчей и забросил 7 мячей.

## Достижения
- Четвёртое место в списке лучших бомбардиров чемпионата Польши в сезоне 2014/2015[1]
- Лучший разыгрывающий осенней части Экстралиги в сезоне 2018/19 по версии https://sportowefakty.wp.pl Архивная копия от 31 мая 2019 на Wayback Machine[4]

## Статистика
Статистика Бартоша Ковальчика в сезоне 2018/19 указана на 31.5.2019
| Сезон        | Клуб            | Лига       | Матчи | Голы | 7-метр | Голы |
| ------------ | --------------- | ---------- | ----- | ---- | ------ | ---- |
| 2013/14      | SMS Gdańsk      | Экстралига | 22    | 56   |        |      |
| 2014/15      | SMS Gdańsk      | Экстралига | 25    | 154  |        |      |
| 2015/16      | Азоты-Пулавы    | Экстралига | 19    | 34   |        |      |
| 2016/17      | Азоты-Пулавы    | Экстралига | 23    | 42   |        |      |
| 2017/18      | Азоты-Пулавы    | Экстралига | 20    | 33   |        |      |
| 2018/19      | SPR Stal Mielec | Экстралига | 34    | 132  |        |      |
| 2013—по н.в. | Итого           | Экстралига | 143   | 451  |        |      |